# Albulatunneln
Albulatunneln är en 5 965 meter lång enkelspårig järnvägstunnel i kantonen Graubunden i Schweiz. Den betjänar Albulabanan och går från Preda i Albuladalen till Spinas i  Engadin. Albulatunneln är den högst belägna tunneln genom alperna. Den är en del av Rhätische Bahns smalspåriga järnvägsnät i sydöstra delen av landet, vars första del invigdes år 1889.

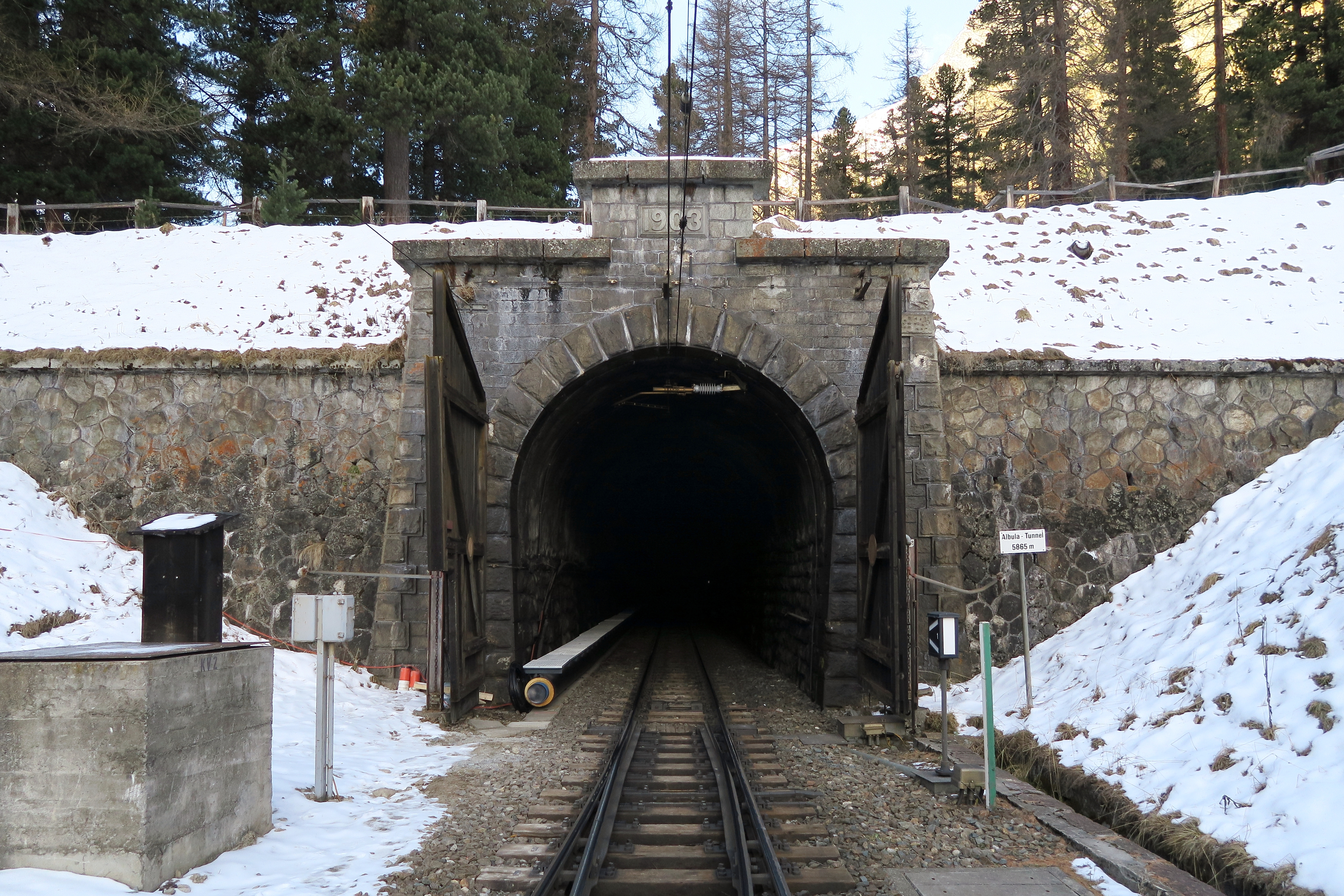
Södra tunnelmynningen vid Spinas.

Tunneln trafikeras av vanliga passagerar- och godståg samt av turistlinjen Glaciärexpressen.

## Historia

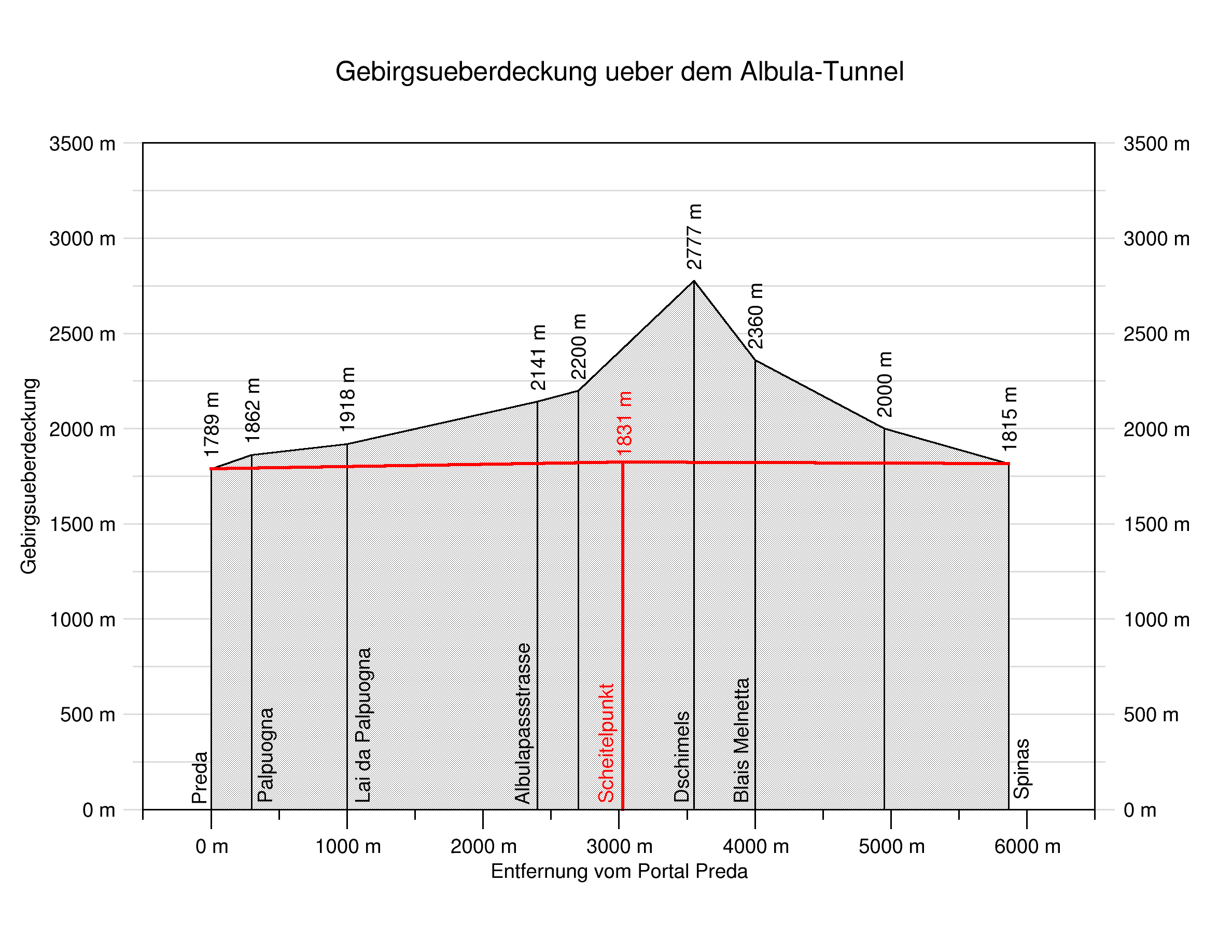
Tvärsnitt av alperna med Albulatunneln.

Tunnelbygget, som började i oktober 1899, var problematiskt. Låga temperaturer och stora mängder vatten försenade arbetet  och den anlitade entreprenören Ronchi & Carlotti gick konkurs. I april 1901 tog järnvägsbolaget själv över byggnationen. De två tunneldelarna möttes klockan 3:00 den 29 maj 1902 och hela tunneln, som kostade 7,8 miljoner franc (CHF) att bygga, var färdig året efter. 
När Albulatunneln öppnade 1 juni  1903 trafikerades järnvägen av tåg som drogs av ånglok. Den har senare elektrifierats.

## Ny tunnel

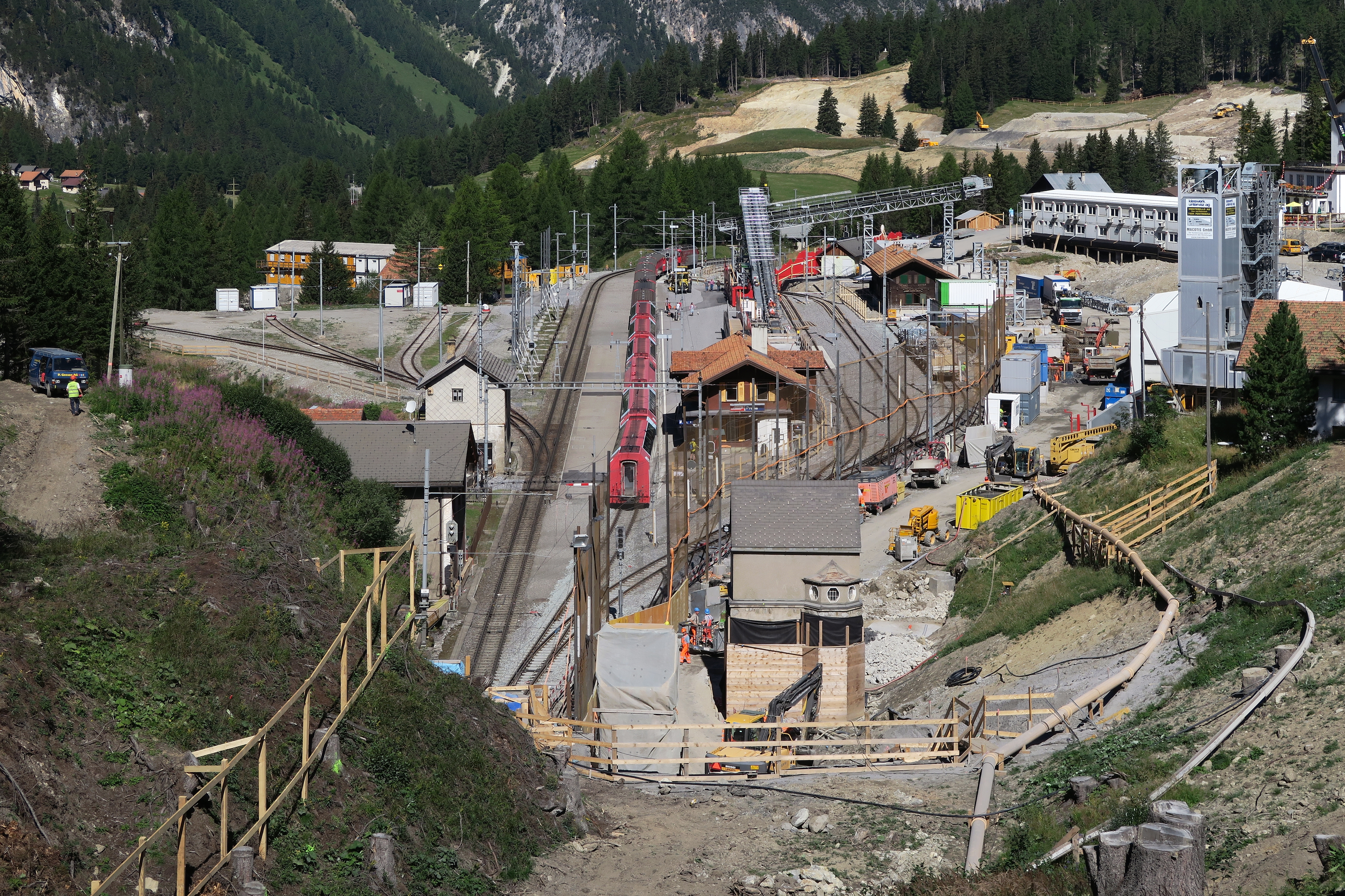
Byggplatsen i Preda.

År 2006 meddelade Rhätische Bahn att den 100 år gamla tunneln inte lever upp till dagens säkerhetsstandard och att mer än hälften av beklädningen (lining) måste repareras. Efter en utredning beslöt man 2010 att istället bygga en ny tunnel parallellt med den gamla, ett arbete som kompliceras av att Albulabanan är ett världsarv.
Den nya tunneln kommer att bli 
5 860 meter lång och ha en kapacitet på 15 000 tåg om året. Högsta hastighet kommer att vara 120 kilometer i timmen och byggkostnaden beräknas till 345 miljoner franc. Den befintliga tunneln, som är i full drift under byggnationen, kommer att renoveras och utnyttjas som  evakueringstunnel.

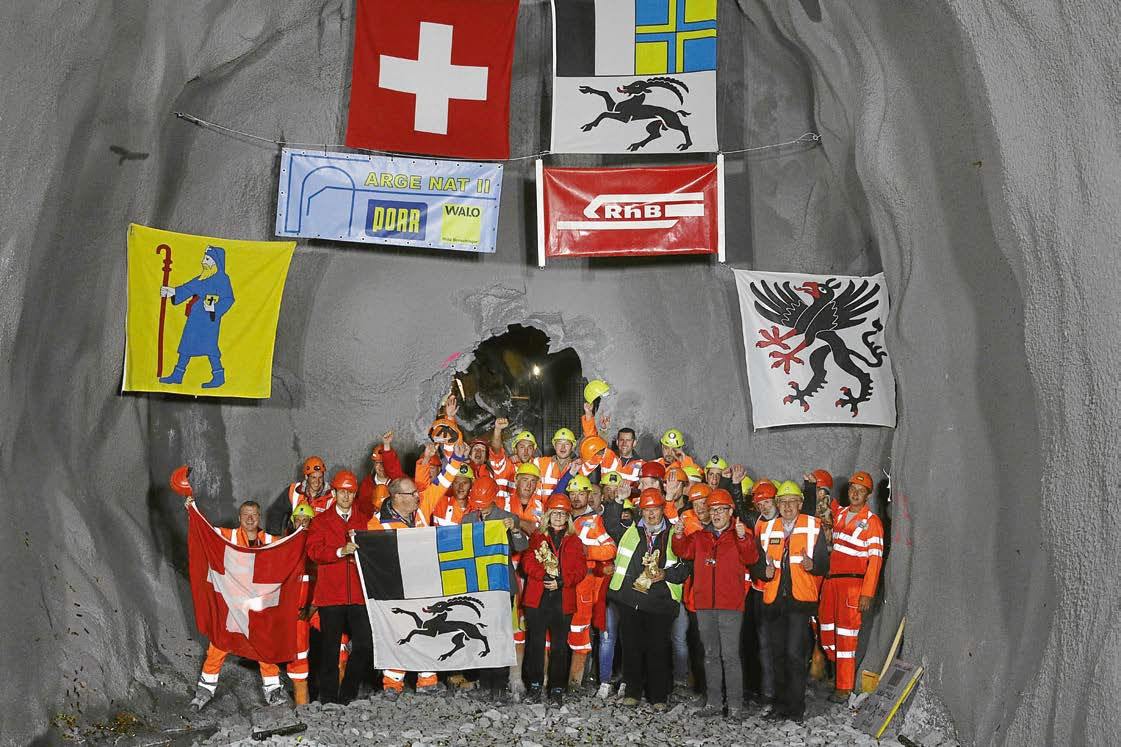
Tunnelgenombrottet.

Byggnationen började i augusti 2015 och 
genombrottet skedde 2 oktober 2018. Tunneln beräknas vara färdig i början av 2022.